# Karl Wolfgang Flender
Karl Wolfgang Flender (* 1986 in Bielefeld) ist ein deutscher Schriftsteller.

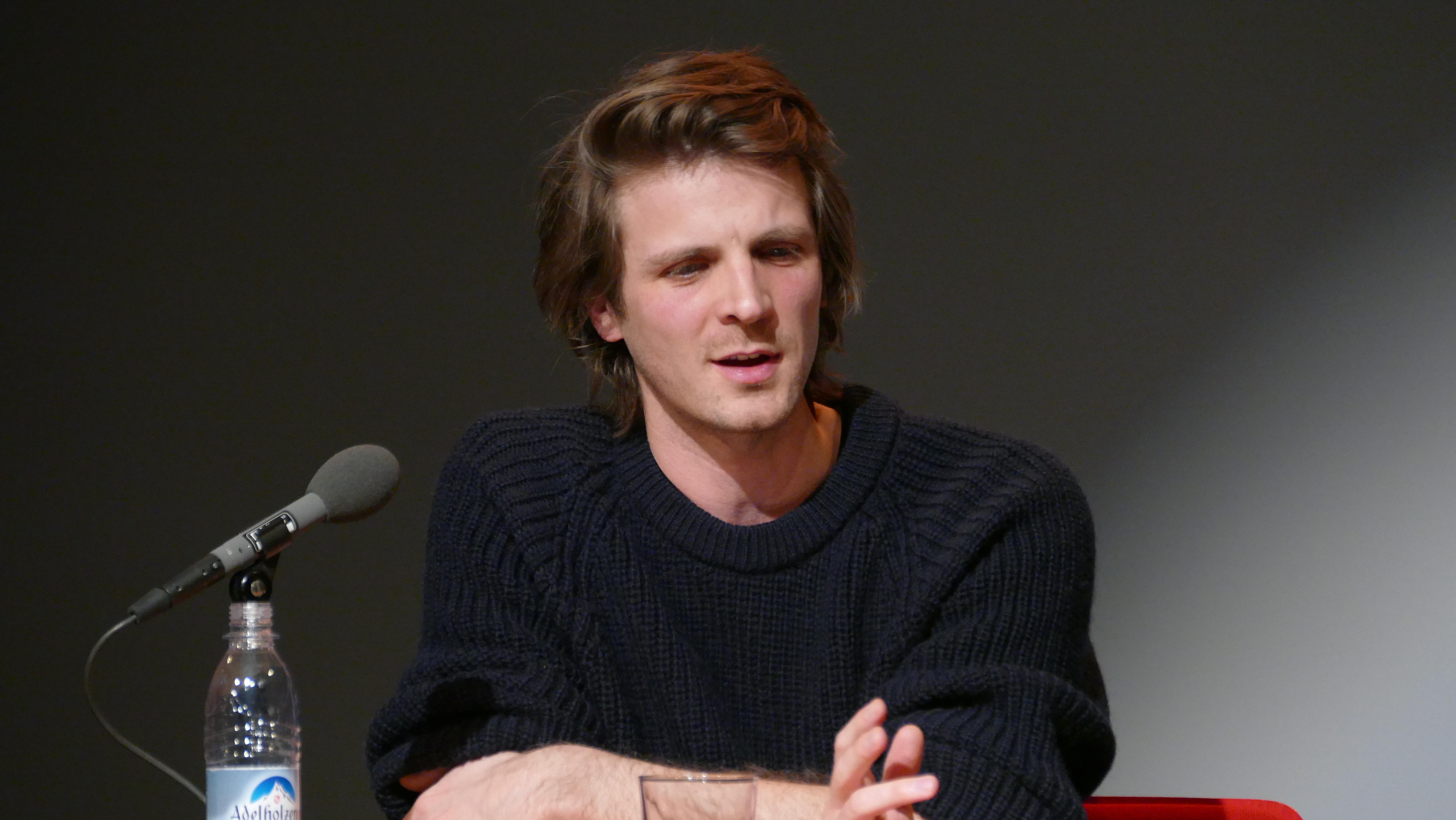
Karl Wolfgang Flender bei den Wortspielen in München (2019).

## Leben
Flender studierte Literarisches Schreiben an der Universität Hildesheim. Er war Mitherausgeber der Literaturzeitschrift Bella triste und Mitglied der künstlerischen Leitung des Literaturfestivals Prosanova 2014. 2015 erschien sein Debütroman Greenwash Inc. beim Dumont Buchverlag, 2018 folgte Helden der Nacht. Er unterrichtete an der Universität der Künste Berlin und promoviert derzeit an der Freien Universität Berlin. Er lebt in Berlin.

## Werke
- Greenwash Inc. Dumont Buchverlag, Köln 2015. ISBN 978-3-8321-6399-0
- Helden der Nacht Dumont Buchverlag, Köln 2018. ISBN 978-3-8321-9860-2